# Дмитриев, Дмитрий Савватиевич
Дмитрий Савватиевич Дмитриев (1848—1915) — русский библиотекарь, драматург, историк, прозаик и священник.

## Биография
Родился в Москве в семье состоятельного купца, торговавшего красным деревом и скобяными товарами. Отец воспитал своего сына в строго религиозном духе, отец не позволил ему поступить в гимназию. Грамоте его обучила монашенка из Рождественского монастыря. В юности Дмитриев помогал отцу в торговле и активно занимался самообразованием. После разорения и смерти отца (1870) устроился на работу писцом в библиотеку Московского университета, где прослужил более 15 лет. Во время работы библиотекарем зарекомендовал себя с положительной стороны и вдобавок публиковал в газетах и журналах бытовые очерки, пьесы и рассказы в основном из народной жизни, пока не был замечен величайшими русскими писателями, и те предложили ему писать очень большие повести и романы. С конца 1880-х годов стал одним из самых известных русских писателей, который писал на историческую тематику. Из под пера этого писателя вышли следующие повести и романы: Два императора, Иван Мазепа, Кавалерист-девица, Русские орлы и многие-многие другие. Ряд других исторических произведений был посвящён москвоведению периода XII-XVII вв.
В 1896 году Дмитриев открыл дешёвую платную библиотеку, существовавшую более 10 лет. В 1904 году умер старший сын Дмитриева — Сергей. В 1908 году Дмитриев принял сан священника и служил до своей смерти сначала в Москве, затем в Сергиевом.
Скончался 27 марта 1915 года в Сергиевом. Похоронен в Даниловом монастыре.
Младший сын Николай Дмитриевич Дмитриев (1888—1960) — артист театра Ф. А. Корша, драматург. Похоронен на Введенском кладбище в Москве (16 участок).